# Енолаза
Енолаза (англ. Enolase), также фосфопируватгидратаза — фермент, участвующий в предпоследнем этапе гликолиза. Енолаза катализирует переход 2-фосфо-D-глицериновой кислоты в фосфоенолпируват. При этом от 2-фосфо-D-глицерата отщепляется одна молекула воды.
В организме человека существует три гена, кодирующих различные изоферменты енолазы:
- Ген ENO1 кодирует енолазу 1, или альфа-енолазу, состоящую из двух альфа субъединиц. Альтернативная трансляция этого гена производит Myc-связывающий белок-1 (MBP1), снижающий активность протоонкогена c-myc.
- Ген ENO2 кодирует енолазу 2, или гамма-енолазу, состоящую из двух гамма субъединиц. Также этот фермент известен под именем «нейрон-специфическая енолаза».
- Ген ENO3 кодирует енолазу 3, или бета-енолазу, состоящую из двух бета субъединиц. Более 90 % енолазной активности в мышцах взрослого человека обеспечивается этим типом фермента.

Альфа-енолаза встречается в цитоплазме большинства клеток, бета-енолаза обнаруживается преимущественно в мускульной ткани, гамма-енолаза — в нейрональных клетках.
Енолазы принадлежат к суперсемейству енолаз — группе эволюционно-связанных ферментов, выполняющих схожие функции в разных биохимических процессах.

## Клиническое значение
Антитела к энолазам ассоциированы с целым рядом расстройств и заболеваний, хотя могут встречаться у вполне здоровых людей.